# فنسنت مريديث
فنسنت مريديث هو شخصية أعمال كندي، ولد في 27 فبراير 1850 في لندن في كندا، وتوفي في 24 فبراير 1929 في مونتريال في كندا.